# الراسينغ الرياضي
نادي الراسينغ الرياضي هو نادٍ رياضي مغربي من مدينة الدار البيضاء. يمارس النادي في دوري الدرجة الثانية المغربي. يعد الراسينغ الرياضي أقدم نادي مغربي بعد الاتحاد الفاسي حاليا (الأندية التي ما زالت على قيد الوجود)، حيث أُنشئ من طرف المعمرين الفرنسيين سنة 1917 تحت اسم : نادي الراسينغ المغربي أو ما عُرف ب: Racing Club du Maroc. ورغم عراقة النادي إلا أنه ومنذ نشأته لم يتمكن من اكتساب قاعدة جماهرية كبيرة، لأن جماهير كرة القدم في الدار البيضاء كانت ترى في النادي دائما فريقا للطبقة الفرنسية في المدينة وفضلت تشجيع فرق بيضاوية أخرى أبرزها قطبا المدينة : الرجاء والوداد الرياضيين. فاز النادي بالبطولة المغربية ثلاث مرات : سنوات 1945 و1954 و1972.

## قبل الاستقلال
عرفت السنوات الأولى من القرن العشرين احتلالا تدريجيا للمغرب من طرف فرنسا، من بين نتائج ذلك هجرة بعض الأوربيين إلى المغرب وبدء تعمير العديد من المدن والقرى المغربية حيث قاموا بإنشاء أحياء جديدة في كل هذه المدن مجهزة بكل المراكز كمقر للشرطة والبريد...، ومن بين المراكز التي حرص المعمرون الأوربيون على إنشائها أندية رياضية ترفيهية. وقد كانت هذه الأندية حكرا على العنصر الأوربي، حيث أن هذه الفئة فقط هي التي كان يُسمح لها بإنشاء الأندية والانضمام إليها. أما المغاربة فقد كانوا ممنوعين من تأسيس أي جمعية أو نادي ولو في طابع رياضي خوفا من أن يتحول هذا النادي إلى تجمع بعض المقاومين للاحتلال الأوربي. وقد كان الانضمام أيضا لهذه النوادي كذلك أمرا صعبا بالنسبة للمغاربة مع بعض الإسثثناء ات القليلة.

## بعد الاستقلال
فاز النادي سنة 1968 بكأس العرش المغربي. وغيّر اسمه أوائل السبعينات وأصبح يعرف ب: جمعية الجمارك المغربية وأصبح فريق مؤسسة وطنية ممول بالكامل من طرف إدارة الجمارك المغربية. من نتائج ذلك فوزه ببطولة الدوري المغربي سنة 1972. غيّر النادي اسمه ثانية في الثمانينات ليصبح نادي النهضة البيضاوية قبل أن يعود إلى اسمه الأصلي أواخر التسعينات.
قضى النادي سنوات طوال في الدرجة الثانية وذلك لستة عشر سنة متتالية ليكون بذلك أحد أكبر الأندية لعبا بالدرجة التانية، وقد حاول الفريق تحيقيق الصعود إلى دوري الأضواء لكنه فشل في مناسبات عديدة وقد نجح النادي في تحقيق هدفه والصعود في موسم 2016/2017 إلى القسم الأول البطولة الاحترافية وذلك بحلوله ثانيا خلف المتصدر سريع واد زم ويعود الفضل إلى رئيس الراسينغ ومدربه في آن واحد عبد الحق رزق الله والملقب ب ماندوزا

ملعب الأب جيكو هو معقل النادي، السعة الحالية متمثلة في 15.000 متفرج. الملعب أنشئ في أربعينيات القرن العشرين.

## شعار النادي

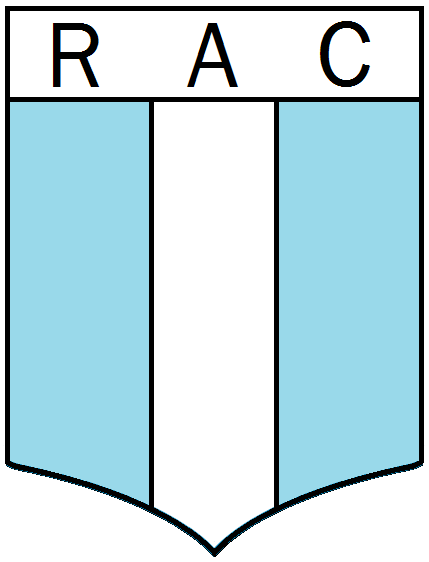
شعار النادي باللون الأزرق الفاتح

## مجموع ألقاب النادي
|  | البطولات               | عدد الألقاب | سنوات الألقاب    |
|  | ---------------------- | ----------- | ---------------- |
|  | الدوري المغربي الممتاز | 3           | 1945، 1954، 1972 |
|  | كأس المغرب             | 2           | 1935، 1968       |
|  | كأس إفتتاح الموسم      | 3           | 1942، 1945، 1953 |
|  | كأس النخبة المغربي     | 1           | 1954             |

## لاعبون سابقون
- نادر المياغري
- جمال الدين العماري
- بوطربوش يوسف
- عتيق شهاب
- يوسف البصري
- خالد اوصياغ
- يونس القندوسي
- أيوب الكعبي
- يوسف الزغودي
- أحمد شاغو
- مختار مجيد
- هشام مرشاد